# Fachtechnisch verantwortliche Person
Die Fachtechnisch verantwortliche Person (FvP) ist ein Begriff aus dem Schweizer Arzneimittelrecht. Sie ist verantwortlich für die Einhaltung der entsprechenden arzneimittelrechtlichen Vorschriften bei Herstellung, Einfuhr, Großhandel und Ausfuhr, Handel im Ausland  und Freigabe von Arzneimitteln. Die fachtechnisch verantwortliche Person ist ebenfalls verantwortlich für die lückenlose Dokumentation der Einhaltung der gesetzlichen Vorschriften.
Die Aufgaben der FvP sind in der Arzneimittel-Bewilligungsverordnung (AMBV) der Schweiz für jeden Bewilligungstypen im Einzelnen beschrieben.